# It's Not Just You, Murray!
It's Not Just You, Murray! – film krótkometrażowy z 1964 roku w reżyserii Martina Scorsese.